# Characidium caucanum
Characidium caucanum är en fiskart som beskrevs av Eigenmann 1912. Characidium caucanum ingår i släktet Characidium och familjen Crenuchidae. Inga underarter finns listade i Catalogue of Life.